# 경산소방서
경산소방서(慶山消防署, Gyeongsan Fire Station)는 경상북도 경산시를 관할하는 경상북도 소방본부 산하의 소방서이다.
소방서장은 소방정으로 보한다.

## 연혁
- 1983년 9월 1일: 경산소방서 개서
- 2014년 11월 29일: 현재 청사로 이전
- 2017년 12월 9일: 청도소방서 분리

## 조직
| - 소방행정과 - 소방행정팀 - 예산장비팀 | - 예방안전과 - 예방홍보팀 - 시설지도팀 | - 대응구조구급과 - 대응총괄팀 - 구조구급팀 - 대응1·2·3팀 |

## 관할센터 및 관할구역
경산소방서는 5개의 119안전센터와 1개의 구조구급센터를 산하에 두고 있다.
| 명칭                       | 사진 | 주소                       | 관할구역                                      | 지역대 |
| -------------------------- | ---- | -------------------------- | --------------------------------------------- | ------ |
| 압량119안전센터            |      | 경산시 압량읍 김유신로 12  | 경산시 중앙동, 북부동, 압량읍, 남산면, 용성면 |        |
| 중앙119안전센터            |      | 경산시 장산로 143          | 경산시 서부1·2동, 중방동, 남부동, 남천면      |        |
| 하양119안전센터            |      | 경산시 하양읍 대경로 793   | 경산시 하양읍, 와촌면                         |        |
| 진량119안전센터            |      | 경산시 진량읍 공단2로 72   | 경산시 진량읍                                 |        |
| 자인119안전센터            |      | 경산시 자인면 금학로 25-11 | 경산시 자인면, 남산면, 용성면                 |        |
| 경산소방서 119구조구급센터 |      | 경산시 대학로 316          | 경상북도 경산시 일원                          |        |

## 사건사고
- 청도 대흥농산 화재 - 현재는 청도소방서의 관할이다.

## 같이 보기
- 대한민국 소방청
- 대한민국의 소방
- 소방관 계급